# Departamento de Paclín
Departamento de Paclín är en kommun i Argentina.   Den ligger i provinsen Catamarca, i den norra delen av landet, 1 000 km nordväst om huvudstaden Buenos Aires.
I omgivningarna runt Departamento de Paclín växer i huvudsak lövfällande lövskog. Runt Departamento de Paclín är det mycket glesbefolkat, med 5 invånare per kvadratkilometer.